# Pastor Maldonado
Pastor Rafael Maldonado Motta, venezuelski dirkač Formule 1, * 8. marec 1985, Maracay, Venezuela.
Maldonado je v sezoni 2010 osvojil prvenstvo serije GP2, v sezoni 2011 pa je debitiral v Formuli 1, v moštvu Williams kot tretji venezuelski dirkač, po Ettoreju Chimeru in Johnnyju Cecottu. Prva in v sezoni edina uvrstitev med dobitnike točk mu je uspela z desetim mestom na dirki za Veliko nagrado Belgije. Skupno je v prvenstvo osvojil 19. mesto z eno točko. V sezoni 2012 je osvojil petnajsto mesto v dirkaškem prvenstvu s 45-imi točkami, dosegel je tudi svojo prvo zmago na dirki za Veliko nagrado Španije.

## Rezultati Formule 1
(legenda) (odebeljene dirke pomenijo najboljši štartni položaj, poševne pa najhitrejši krog, †-uvrščen kljub odstopu)
| Leto | Moštvo           | Šasija           | Motor                           | 1       | 2       | 3       | 4       | 5       | 6       | 7       | 8      | 9      | 10     | 11      | 12      | 13     | 14      | 15     | 16      | 17      | 18     | 19      | 20      | Prv | Toč |
| ---- | ---------------- | ---------------- | ------------------------------- | ------- | ------- | ------- | ------- | ------- | ------- | ------- | ------ | ------ | ------ | ------- | ------- | ------ | ------- | ------ | ------- | ------- | ------ | ------- | ------- | --- | --- |
| 2011 | AT&T Williams    | Williams FW33    | Cosworth CA2011 2.4 V8          | AVS Ret | MAL Ret | KIT 18  | TUR 17  | ŠPA 15  | MON 18  | KAN Ret | EU 18  | VB 14  | NEM 14 | MAD 16  | BEL 10  | ITA 11 | SIN 11  | JAP 14 | KOR Ret | IND Ret | ABU 14 | BRA Ret |         | 19. | 1   |
| 2012 | Williams F1 Team | Williams FW34    | Renault RS27-2012 V8            | AVS 13  | MAL 19  | KIT 8   | BAH Ret | ŠPA 1   | MON Ret | KAN 13  | EU 12  | VB 16  | NEM 15 | MAD 13  | BEL Ret | ITA 11 | SIN Ret | JAP 8  | KOR 14  | IND 16  | ABU 5  | ZDA 9   | BRA Ret | 15. | 45  |
| 2013 | Williams F1 Team | Williams FW35    | Renault RS27-2013 V8            | AVS Ret | MAL Ret | KIT 14  | BAH 11  | ŠPA 14  | MON Ret | KAN 16  | VB 11  | NEM 15 | MAD 10 | BEL 17  | ITA 14  | SIN 11 | KOR 13  | JAP 16 | IND 12  | ABU 11  | ZDA 17 | BRA 16  |         | 18. | 1   |
| 2014 | Lotus F1 Team    | Lotus E22        | Renault Energy F1-2014 1.6 V6 t | AVS Ret | MAL Ret | BAH 14  | KIT 14  | ŠPA 15  | MON DNS | KAN Ret | AVT 12 | VB 17  | NEM 12 | MAD 13  | BEL Ret | ITA 14 | SIN 12  | JAP 16 | RUS 18  | ZDA 9   | BRA 12 | ABU Ret |         | 16. | 2   |
| 2015 | Lotus F1 Team    | Lotus E23 Hybrid | Mercedes PU106B Hybrid 1.6 V6 t | AVS Ret | MAL Ret | KIT Ret | BAH 15  | ŠPA Ret | MON Ret | KAN 7   | AVT 7  | VB Ret | MAD 14 | BEL Ret | ITA Ret | SIN 12 | JAP 8   | RUS 7  | ZDA 8   | MEH 11  | BRA 10 | ABU Ret |         | 14. | 27  |